# Alexander Auer (Leichtathlet)
Alexander Auer (* 2. September 2004) ist ein österreichischer Leichtathlet, der sich auf den Stabhochsprung spezialisiert hat.

## Sportliche Laufbahn
Erste internationale Erfahrungen sammelte Alexander Auer im Jahr 2021, als er bei den U18-Balkan-Meisterschaften in Kraljevo in 14,60 s das B-Finale über 110 m Hürden für sich entschied. Im Jahr darauf siegte er mit 5,00 m bei den U20-Balkan-Hallenmeisterschaften in Belgrad im Stabhochsprung und im Sommer schied er bei den U20-Weltmeisterschaften in Cali mit 4,75 m in der Qualifikationsrunde aus. 2023 wurde er bei der 3. Liga der Team-Europameisterschaft im Rahmen der Europaspiele in Chorzów mit 5,10 m Erster und anschließend verpasste er bei den U20-Europameisterschaften in Jerusalem mit 4,85 m den Finaleinzug. 2025 belegte er bei den U23-Europameisterschaften in Bergen mit 5,30 m den siebten Platz.
2024 wurde Auer österreichischer Staatsmeister im Stabhochsprung im Freien sowie 2025 in der Halle.